# Liste der Kulturdenkmale in Meßbach (Plauen)

Lage des Ortsteils Meßbach in Plauen

In der Liste der Kulturdenkmale in Meßbach sind die Kulturdenkmale des Plauener Ortsteils Meßbach verzeichnet, die bis August 2019 vom Landesamt für Denkmalpflege Sachsen erfasst wurden (ohne archäologische Kulturdenkmale). Die Anmerkungen sind zu beachten.
Diese Aufzählung ist eine Teilmenge der Liste der Kulturdenkmale in Plauen.

## Liste der Kulturdenkmale in Meßbach
| Bild | Bezeichnung                                                                                  | Lage                         | Datierung           | Beschreibung | ID       |
| ---- | -------------------------------------------------------------------------------------------- | ---------------------------- | ------------------- | --- | -------- |
|      | Wohnhaus in offener Bebauung                                                                 | Bergweg 5 (Karte)            | Um 1905             | Zeittypischer Klinkerbau, baugeschichtliche Bedeutung. Eingeschossig, roter Ziegel auf verputztem Sockel, mit Drempel, dominantes zweiachsiges Zwerchhaus mit verziertem Leergespärre, die Fenster mit historisierenden Gusssteinformen, waagerechte Fensterverdachungen, an der Traufseite zwei Mittelfenster verdacht mit Dreiecksgiebeln, Holzvorbau mit Farbglasfenstern aus Erbauungszeit, zwei kleine Gaupen mit Satteldächern und Schwebegiebeln. | 09246976 |
|      | Seitengebäude und Scheune eines Vierseithofes                                                | Dorfstraße 3 (Karte)         | Vor 1800            | Ländliche Relikte von heimatgeschichtlichem Wert. - Scheune: um 1900 erweitert und aufgestockt, Kern vermutlich 18. Jahrhundert, eine Tenne, zwei Bansen, in Tenne Bohlenbelag, teilweise Fachwerk im Erdgeschoss ausgeblockt, in diesem Bereich aufgeblattete Fuß- und Kopfstreben, Konstruktion und Raumaufteilung vollständig erhalten, Haus verbrettert, Satteldach - Seitengebäude: Fachwerk-Obergeschoss verbrettert, Erdgeschoss massiv, vermutlich mit Stall, Frackdach, im Erdgeschoss Remise und Durchfahrt | 09246974 |
|      | Scheune eines Dreiseithofes                                                                  | Dorfstraße 5 (Karte)         | Nach 1800           | Bildprägendes landschaftstypisches Wirtschaftsgebäude, vermutlich des frühen 19. Jahrhunderts, von heimatgeschichtlichem Wert. Verbrettertes zweigeschossiges Fachwerkgebäude mit Sattel/Krüppelwalmdach, eine Tenne und zwei Bansen, giebelseitig verlängert. | 09246973 |
|      | Ehemalige Meßbacher Dorfschule                                                               | Hofer Landstraße 246 (Karte) | Um 1850             | Schlichter zweigeschossiger Putzbau mit Krüppelwalmdach, Fassade geglättet. Das Gebäude historisch lediglich bedeutsam als Wohn- und Wirkungsstätte des Vogtländischen Mundartdichters Louis Riedel, der von 1867 bis 1910 hier Lehrer war. | 09246978 |
|      | Denkmal für die Gefallenen des Ersten Weltkrieges                                            | Taltitzer Straße (Karte)     | 1927                | Erhöht stehender Reliefstein des Steinmetzen Kurt Schneider aus Reinsdorf. In die Böschung am Ortsausgang Richtung Plauen postierter Gedenkstein mit dreieckigem Abschluss, Kreuz, den Jahreszahlen 1914 und 1918, dem Relief eines Kopfes im Profil sowie Inschrift mit Namen der Gefallenen. Ortsgeschichtlich von Bedeutung. | 09246977 |
|      | Seitengebäude, Scheune und Wohnstallhaus sowie Toreinfahrt und Einfriedung eines Bauernhofes | Taltitzer Straße 3 (Karte)   | Bezeichnet mit 1733 | Zeit- und landschaftstypischer Bauernhof, Wohnstallhaus mit Resten von Umgebinde. Exemplarischer Wert durch Vollständigkeit, Formensprache, Originalität und Alterswert; hohe baugeschichtliche und heimatgeschichtliche Bedeutung. - Wohnstallhaus: Erdgeschoss massiv Bruchstein mit Graupelputz, Stall- und Eingangstür rundbogig, neben Haustür kleines vergittertes, ovales Fenster mit Putzfasche, auch um Wohnstubenfenster Putzfaschen; am Balken über Tor Inschrift „1733“ (auch dendrochronologisch bestätigt). In der Stube Decke mit profilierten Balken und Einschubbrettern, ein Ständer des ehemaligen Umgebindes erhalten, vorkragende Deckenbalken; das seltene Obergeschoss-Fachwerk mit Rauten-Eckgefachen, profilierte Schwelle, gezapfte Holzverbindungen. Stall mit preußischem Kappengewölbe (Ende 19. Jahrhundert); Satteldach ohne Ausbauten. - Seitengebäude: Erdgeschoss massiv, Obergeschoss über Treppe von außen zugänglich, Pferde- und Schweinestall, Fachwerk-Obergeschoss verbrettert, flachgeneigtes Satteldach - Scheune: eingeschossig, Sockel Bruchstein, kräftige Schwelle, Fachwerk, Satteldach, giebelseitig verlängert, dort teilweise massiv, vermutlich Kern ebenfalls schon 18. Jahrhundert - Einfriedungsmauer: mit Biberschwanzkronendeckung, Toreinfahrt mit Bruchsteinen und Bedachung | 09246975 |

## Tabellenlegende
- Bild: Bild des Kulturdenkmals, ggf. zusätzlich mit einem Link zu weiteren Fotos des Kulturdenkmals im Medienarchiv Wikimedia Commons. Wenn man auf das Kamerasymbol klickt, können Fotos zu Kulturdenkmalen aus dieser Liste hochgeladen werden:
- Bezeichnung: Denkmalgeschützte Objekte und ggf. Bauwerksname des Kulturdenkmals
- Lage: Straßenname und Hausnummer oder Flurstücknummer des Kulturdenkmals. Die Grundsortierung der Liste erfolgt nach dieser Adresse. Der Link (Karte) führt zu verschiedenen Kartendiensten mit der Position des Kulturdenkmals. Fehlt dieser Link, wurden die Koordinaten noch nicht eingetragen. Sind diese bekannt, können sie über ein Tool mit einer Kartenansicht einfach nachgetragen werden. In dieser Kartenansicht sind Kulturdenkmale ohne Koordinaten mit einem roten bzw. orangen Marker dargestellt und können durch Verschieben auf die richtige Position in der Karte mit Koordinaten versehen werden. Kulturdenkmale ohne Bild sind an einem blauen bzw. roten Marker erkennbar.
- Datierung: Baubeginn, Fertigstellung, Datum der Erstnennung oder grobe zeitliche Einordnung entsprechend des Eintrags in der sächsischen Denkmaldatenbank
- Beschreibung: Kurzcharakteristik des Kulturdenkmals entsprechend des Eintrags in der sächsischen Denkmaldatenbank, ggf. ergänzt durch die dort nur selten veröffentlichten Erfassungstexte oder zusätzliche Informationen
- ID: Vom Landesamt für Denkmalpflege Sachsen vergebene, das Kulturdenkmal eindeutig identifizierende Objekt-Nummer. Der Link führt zum PDF-Denkmaldokument des Landesamtes für Denkmalpflege Sachsen. Bei ehemaligen Kulturdenkmalen können die Objektnummern unbekannt sein und deshalb fehlen bzw. die Links von aus der Datenbank entfernten Objektnummern ins Leere führen. Ein ggf. vorhandenes Icon  führt zu den Angaben des Kulturdenkmals bei Wikidata.